# Czekaj (województwo świętokrzyskie)
Czekaj – wieś sołecka w Polsce położona w województwie świętokrzyskim, w powiecie jędrzejowskim, w gminie Sędziszów.
| SIMC    | Nazwa       | Rodzaj    |
| ------- | ----------- | --------- |
| 0266896 | Od Tarnawy  | część wsi |
| 0266904 | Pod Stokiem | część wsi |

W latach 1975–1998 miejscowość administracyjnie należała do województwa kieleckiego.